# Eva Wutti
Eva Wutti (Wolfsberg, 26 de febrero de 1989) es una deportista austríaca que compitió en triatlón. Ganó una medalla de plata en el Campeonato Europeo de Ironman 70.3 de 2011.

## Palmarés internacional
| Campeonato Europeo | Campeonato Europeo   | Campeonato Europeo | Campeonato Europeo |
| Año                | Lugar                | Medalla            | Prueba             |
| ------------------ | -------------------- | ------------------ | ------------------ |
| 2011               | Wiesbaden (Alemania) | Medalla de plata   | Individual         |